# Kim Jung-ja
Kim Jung-ja (koreanisch 김정자; * um 1967) ist eine südkoreanische Badmintonspielerin.

## Karriere
1985 startete Kim Jung-ja für das Girls'-High-School-Team in Dangjin. Ein Jahr später war sie für das Busan City Hall Pro Team am Start. 1987 gewann sie die Canadian Open im Damendoppel. Dort war sie gemeinsam mit Cho Young-suk erfolgreich. Im Finale besiegten sie ihre Teamkolleginnen Chung So-young und Kim Ho-ja mit 7:15, 15:10 und 15:5.

## Sportliche Erfolge
| Saison | Veranstaltung      | Disziplin   | Platz | Name                        |
| ------ | ------------------ | ----------- | ----- | --------------------------- |
| 1987   | Canadian Open 1987 | Damendoppel | 1     | Kim Jung-ja / Cho Young-suk |